# 罗福成

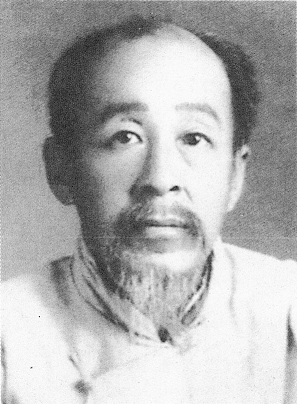
罗福成

罗福成（1885年—1960年），字君美，祖籍浙江上虞，出生于江苏淮安，语言学家、古文字学家，西夏文和契丹文的专家，罗振玉的长子，有三个弟弟：罗福苌、罗福葆和罗福颐，三个都是出色的历史学家。

## 生平
他毕业于江苏师范学校和日本早稻田大学兽医科。辛亥革命之后，跟随父亲去日本避居。1914年发表了《西夏译莲华经考释》1915年发表了《西夏国书类编》。